# Novska
Novska je město v Chorvatsku, ležící mezi Kutinou a Novou Gradiškou, přibližně 11 km od hranice s Bosnou a Hercegovinou a 105 km jihovýchodně od hlavního města Záhřebu. V roce 2011 ve městě žilo 7 028 obyvatel, v celé připadající opčině pak 13 158 obyvatel.
Novska leží zhruba uprostřed železniční trati Bělehrad-Záhřeb. Je známa především svojí ocelárnou Metaflex.